# Calopogon
Calopogon is een klein geslacht van tropische orchideeën uit de onderfamilie Epidendroideae.
Calopogon-soorten worden gekenmerkt door een niet-geresupineerde bloemen, met felgekleurde op haren lijkende uitstulpingen op de bloemlip. Het geslacht komt enkel voor in de Verenigde Staten en de Caraïben.

## Naamgeving en etymologie
De botanische naam Calopogon is een samenstelling van Oudgrieks καλός, kalos (mooi) en πώγων, pōgōn (baard), en slaat op de behaarde bloemlip.

## Kenmerken
Calopogon-soorten zijn kruidachtige, terrestrische orchideeën. Ze bezitten één tot drie ongesteelde, lijnvormige tot ovale en meestal duidelijk generfde bladeren. De bloeiwijze is een eindstandige aar met één tot 25 bloemen die zich gelijktijdig of een voor een openen.
De bloemen zijn diep- of zacht roze, magenta of wit, soms welriekend, en niet-geresupineerd (de boemlip is naar boven gericht). Het onderste kelkblad is lancetvormig, de zijdelingse kelkbladen korter en breder, met een spitse top. De kroonbladen zijn lijnvormig tot ovaal. De bloemlip is vaag drielobbig, met twee kleine zijlobben en een grote, aan het uiteinde dreihoekig of hartvormig verbrede middenlob. Midden op de lip bevindt zich een schijf met daarop twee of drie in de lengte lopende richels, die naar de top toe uitlopen in bosjes op haren lijkende uitstulpingen, fel geel-, wit- of oranjegekleurd. De lip scharniert aan de basis.
Het gynostemium is gebogen en aan het uiteinde knotsvormig verdikt. De helmknop is eindstandig en draagt vier zachte, meelachtige pollinia in paren van twee, zonder viscidium.

## Levenswijze
Het lijkt erop dat Calopogon-soorten onder valse voorwendsels - voedselrijk stuifmeel -insecten aantrekken om zich te laten bestuiven (deceit pollination). De plant heeft immers geen nectar om insecten te lokken, maar felgekleurde, draderige uitstulpingen op de bloemlip lijken wat op rijpe meeldraden. Wanneer een potentiële bestuiver (meestal een bij), aangetrokken door de belofte van stuifmeel, op de scharnierende lip neerstrijkt, kantelt die. De bestuiver komt dan ruggelings op het gynostemium terecht, waar het de 'echte' pollinia op de rug gekleefd krijgt. Bij een volgend bezoek worden die op dezelfde manier terug achtergelaten op de stempel van een andere bloem.
De zachte, kleverige pollinia zouden een evolutionaire adaptatie kunnen zijn waarmee de bestuiving door harige bijen wordt vergemakkelijkt.

## Habitat en verspreiding
Calopogon-soorten komen voor in vochtige tot open, natte graslanden, moerasbossen en kwelrijke hellingen. De verspreiding is beperkt tot de gematigde en subtropische streken van Canada, de Verenigde Staten en de Caraïben (voornamelijk de Bahama's en Cuba), met het zwaartepunt in het zuidoosten van de V.S.

## Taxonomie
Calopogon wordt volgens de meest recente classificatie, op basis van DNA-onderzoek door van den Berg et al. in 2005 tot de tribus Arethuseae, subtribus Arethusinae gerekend.
Het geslacht omvat vijf soorten. De typesoort is Calopogon tuberosus (L.) Britton, Sterns & Poggenb. (1888).
- Calopogon barbatus  (Walter) Ames (1908)
- Calopogon multiflorus  Lindl. (1840)
- Calopogon oklahomensis  D.H.Goldman (1995)
- Calopogon pallidus  Chapm. (1860)
- Calopogon tuberosus  (L.) Britton, Sterns & Poggenb. (1888)